# Gabriel Igou
Le père Gabriel Igou  (1679-1764), était un missionnaire lazariste français qui fut nommé en 1722 premier curé de la paroisse de Saint Louis, à l’île Maurice.

## Biographie
Il fut, avec le père Jean-Baptiste Borthon et les frères Pierre Adam et Étienne Lecoq, de la toute première équipe de missionnaires catholiques qui arrivèrent à l'Isle de France alors sous administration de la Compagnie des Indes. Mort le 2 avril 1764 à l'âge de 85 ans, Gabriel Igou, originaire de Rouen, arriva au Port-Nord-Ouest (futur Port Louis) le dimanche de Pâques, 5 avril 1722 à bord de la Diane pour y débarquer. Le père Igou assuma aussi les fonctions de vice-préfet apostolique de 1733 à 1760.
Il fut contraint, en 1760, de se retirer du ministère actif en raison d'une cécité presque complète. Il devait, par la suite, être atteint d'une paralysie complète avant de s'éteindre.

## Découverte de la pierre tombale
Une pierre tombale avec une plaque portant le nom de Gabriel Igou, premier curé de la cathédrale Saint Louis, a été récemment retrouvée (le 3 novembre 2005) lors des fouilles pour la construction du Hawkers’ Palace, à la rue La Poudrière, à Port Louis, sur le site du cimetière de l’Enfoncement, en utilisation lors de la période française. Les deux autres pierres tombales retrouvées au même moment semblent inachevées.
La pierre tombale, décrétée patrimoine national de l'île Maurice, le 2 mai 2007, a intégré le 25 août 2007, la cour de la cathédrale 
Saint Louis, à Port Louis. Elle rejoint la fontaine à tête de lions qui fait face à la cathédrale, autre édifice classé patrimoine national. Cette fontaine a été érigée par le vicomte de Souillac, alors gouverneur, en 1786.